# Ludger Kühnhardt

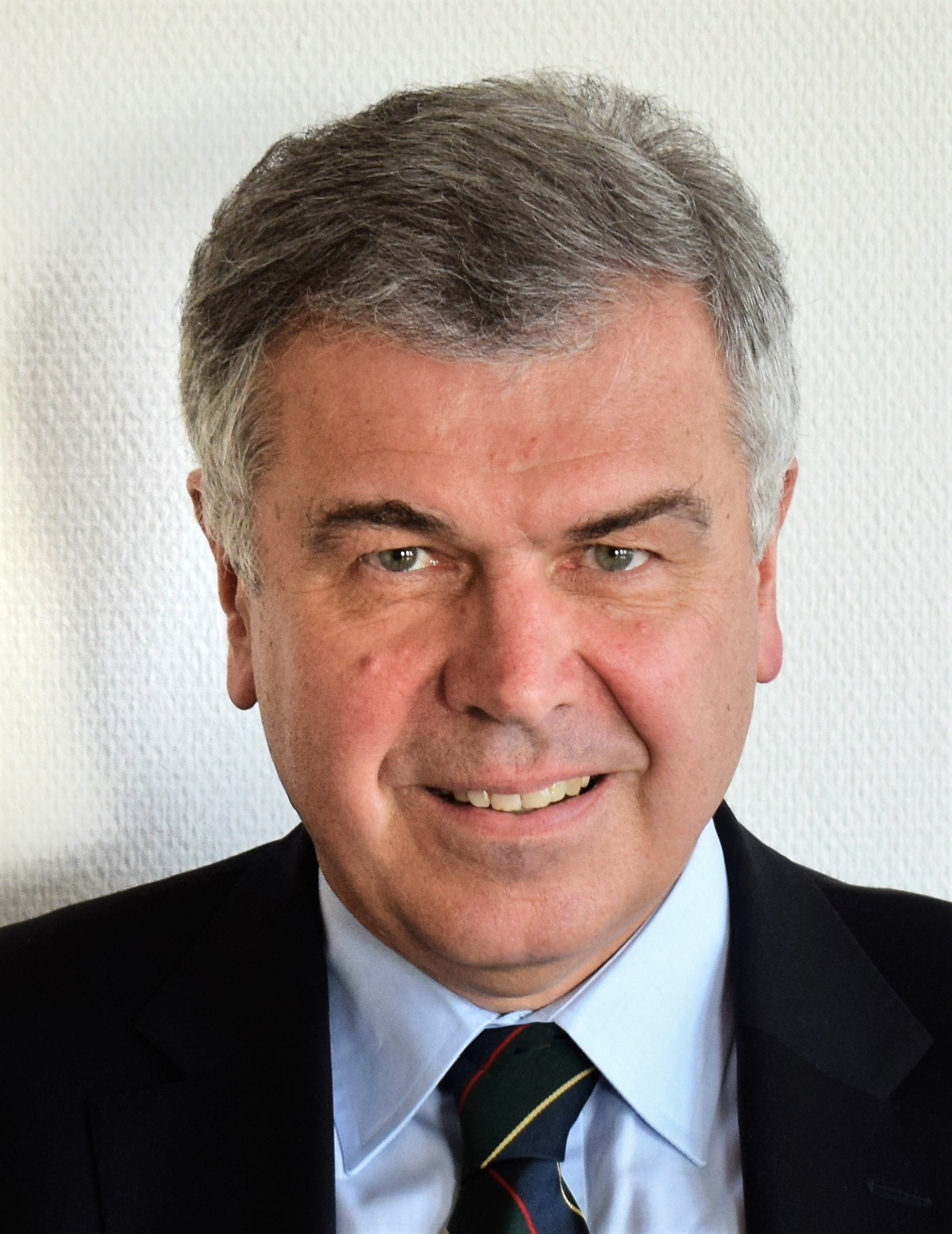
Ludger Kühnhardt (2017)

Ludger Kühnhardt (* 4. Juni 1958 in Münster, Westfalen) ist ein deutscher Politikwissenschaftler. Bis zu seiner Emeritierung im Juli 2024 war er von 1991 bis 1997 Professor für Wissenschaftliche Politik an der Albert-Ludwigs-Universität Freiburg und von 1997 bis 2024 Direktor am Zentrum für Europäische Integrationsforschung (ZEI) der Universität Bonn und Professor am dortigen Institut für Politische Wissenschaft und Soziologie.

## Leben und Wirken
Ludger Kühnhardt wurde als ältestes von vier Kindern des Augenarztes Gerhard Kühnhardt und der Kindergärtnerin Irmgard Kühnhardt, geborene Hoffmann, in Münster geboren. Nach dem Abitur am Goethe-Gymnasium in Ibbenbüren absolvierte Kühnhardt 1977/78 eine Redakteursausbildung an der Deutschen Journalistenschule in München. Danach arbeitete er als freiberuflicher Journalist vor allem für Christ und Welt (später zum Rheinischen Merkur fusioniert), die Deutsche Welle und den Westdeutschen Rundfunk. 1979 wurde ihm der Katholische Deutsche Journalistenpreis verliehen. Kühnhardt führte ausgedehnte journalistische Reportagereisen durch Asien und Afrika durch und drehte Dokumentarfilme für Fernsehen und Schulunterricht in Südkorea, Bangladesch und Indien. Seinen Zivildienst leistete er in der Betreuung von Flüchtlingen (Boatpeople) aus Vietnam.
Das Studium der Fächer Geschichte, Philosophie und Politische Wissenschaft beendete er 1983 mit der Promotion bei Karl Dietrich Bracher an der Universität Bonn. Seine Dissertation trägt den Titel Die Flüchtlingsfrage als Weltordnungsproblem. Forschungsstudien führten ihn in der Vorbereitung der Promotion in die Archive des Völkerbundes und des UNHCR nach Genf sowie in Flüchtlingslager in aller Welt. Aufbaustudien unternahm Kühnhardt 1983/84 an der Sophia-Universität Tokio und an der International Christian University in Tokio sowie 1984/85 an der Harvard University in Cambridge (Massachusetts). Anschließend arbeitete er als letzter wissenschaftlicher Assistent von Karl Dietrich Bracher vor dessen Emeritierung in Bonn. Im Januar 1987 wurde er von der Philosophischen Fakultät der Universität Bonn habilitiert. Seine Habilitationsschrift unter dem Titel Die Universalität der Menschenrechte. Studie zur ideengeschichtlichen Bestimmung eines politischen Schlüsselbegriffs gilt als Standardwerk.
Von März 1987 bis Juni 1989 arbeitete Kühnhardt als Redenschreiber für Bundespräsident Richard von Weizsäcker im Bundespräsidialamt. Forschungsstudien führte er danach am St Antony’s College in Oxford durch. 1990/91 nahm er eine Lehrstuhlvertretung für Politische Wissenschaft an der Bonner Universität wahr und von 1990 bis 1992 eine Gastprofessur im Historischen Seminar der Universität Jena, die den Aufbau der dortigen Politischen Wissenschaft nach der deutschen Wiedervereinigung unterstützte. 1991 wurde Kühnhardt vom baden-württembergischen Wissenschaftsminister auf den Lehrstuhl für Wissenschaftliche Politik (in der Nachfolge von Arnold Bergstraesser und Wilhelm Hennis) an der Universität Freiburg berufen. 1994/95 war er als Dekan seiner dortigen Fakultät in der akademischen Selbstverwaltung tätig.
1997 wurde Ludger Kühnhardt als Direktor an das im Zuge des wissenschaftlichen Ausbau Bonns gegründete Zentrum für Europäische Integrationsforschung (ZEI) der Universität Bonn berufen. Dieser Ruf war verbunden mit einer gleichzeitigen Berufung als Professor für Politische Wissenschaft an das Bonner Seminar für Politische Wissenschaft (heute Institut für Politische Wissenschaft und Soziologie). Gemeinsam mit Jürgen von Hagen (Wirtschaftswissenschaftler) und Christian Koenig baute Kühnhardt das ZEI über mehr als 25 Jahre als international weit vernetzte Forschungs-, Beratungs- und Weiterbildungs-Einrichtung auf. Neben mehreren hundert Forschungsprojekten und Beratungsaktivitäten gewann der Master of European Studies – Governance and Regulation des ZEI mit Absolventen aus über einhundert Ländern der Erde internationalen Ruf. Rufe nach Wien und Hongkong lehnte er ab.
Gastprofessuren und längere Forschungsaufenthalte führten Kühnhardt an das St Antony’s College in Oxford, die Universität Kapstadt, das Collège d’Europe in Brügge, an das Institut für die Wissenschaften vom Menschen in Wien, an die Stanford University, das Dartmouth College (New Hampshire), das Woodrow Wilson International Center for Scholars (Washington, D.C.), die Seoul National University, die University of Canterbury in Christchurch, die Tongji University in Shanghai und die Universidade Federal de Santa Catarina in Florianópolis, sowie über die Emeritierung hinaus weiterhin regelmäßig an die Università Cattolica del Sacro Cuore (Alta Scuola di Economia e Relazioni Internazionali (ASERI)) in Mailand (seit 1997), an die Diplomatische Akademie Wien (seit 2002) und an die Mediterranean Academy of Diplomatic Studies (MEDAC) in Malta (seit 2007).
Kühnhardt war immer wieder als Berater politischer und kirchlicher Akteure tätig, beispielsweise für den Generalsekretär des Europarates, den Präsidenten des Europäischen Parlaments, das Parlament der westafrikanischen Regionalorganisation ECOWAS, den Generalsekretär der AKP-Staaten(heute: Organisation der Afrikanischen, Karibischen und Pazifischen Staaten OACPS) und die Deutsche Bischofskonferenz. Er unterstützte die Regierungen von Litauen, Lettland, Slowakei, Bulgarien und Kroatien auf dem Weg zur EU-Mitgliedschaft. Er war ehrenamtlich viele Jahre lang tätig im Governing Board der European Humanities University (EHU) in Vilnius, im Steering Committee der Königswinter Konferenz und der Young Leader Conferences der Atlantik-Brücke, beim Aufbau des West Africa Institut in Praia, im Beraterkreis für EU-Studien bei der Asia-Europe Foundation in Singapur sowie – wo er auch über seine Emeritierung hinaus weiterhin mitwirkt – im Kuratorium des Forum Mitteleuropa beim Sächsischen Landtag. Auf Bitten von Bundeskanzler Helmut Kohl wirkte Kühnhardt 1992/94 in der CDU-Grundsatzkommission mit, die das erste Parteiprogramm nach der deutschen Wiedervereinigung erarbeitete. Angebote für eine Karriere in der Politik schlug er aus. Nach Errichtung der Großen Koalition 2005 trat er aus der CDU aus, beschrieb sich als „politisch heimatlos“ und blieb parteilos. Kühnhardt betreute über 30 Habilitationen und Dissertationen an den Universitäten Freiburg und Bonn. Mit seinen ehemaligen Doktorandinnen und Doktoranden pflegte er über drei Jahrzehnte eine regelmäßige lebendige Verbindung im Rahmen des „Freiburger Politikdialog/Bonner Europakolloquium“. Kühnhardt hat regelmäßig in führenden Tageszeitungen publiziert (Neue Zürcher Zeitung, Frankfurter Allgemeine Zeitung, Die Welt) und im Fernsehen (Phoenix) als Kommentator politischer Ereignisse gewirkt. Er hat Vorträge in 101 Ländern der Erde gehalten.
Ludger Kühnhardt ist seit 1993 verheiratet mit der Ungarin Enikö Noemi, geborene Auer. Das Paar hat zwei Kinder. Kühnhardt ist römisch-katholisch.
Kühnhardt wurde 2004 der Europäische Wissenschaftspreis der Europäischen Kulturstiftung in Amsterdam verliehen. 2014 ernannte ihn das Woodrow Wilson International Center for Scholars in Washington, D.C. zu einem 'Global Fellow'.

## Forschungsschwerpunkte und frühe Veröffentlichungen
Als Wissenschaftler und Publizist befasst Kühnhardt sich in seinen Forschungen und in der Lehre mit Themen der politischen Ideengeschichte und einer normativ fundierten Demokratietheorie, mit Entwicklungsproblemen unter Berücksichtigung kultur- und religionswissenschaftlicher Perspektiven und Fragen der internationalen Ordnung sowie mit Grundsatzfragen der Europäischen Union und weltweit vergleichender Regionalintegration. Ihm geht es darum, Ereignisse und Prozesse der Zeitgeschichte multiperspektivisch einzuordnen, um sie besser verständlich zu machen und ihre jeweilige historisch-philosophische Bedeutung zu erfassen. Bisher (Stand 2024) publizierte Kühnhardt 44 Monografien und Einzelveröffentlichungen, 28 Bücher als Co-Autor oder Mitherausgeber und insgesamt 1200 wissenschaftliche Aufsätze, Essays oder journalistische Beiträge in 25 Sprachen. Er hat 88 Bände in der Schriftenreihe des Zentrums für Europäische Integrationsforschung als Herausgeber betreut.
Bereits seine ersten publizistischen Beiträge und Bücher erfuhren Aufmerksamkeit und Kritik. 1977 erschien Christliche Soziallehre konkret. Gedanken und Perspektiven. Kühnhardt war zu seiner Schulzeit stark von Oswald von Nell-Breuning geprägt, dem Nestor der katholischen Soziallehre und Gesellschaftswissenschaft. Josef Dewald, Chefredakteur von „Christ in der Gegenwart“ sprach von einem Buch „gegen parteipolitische Enge und die Verzagtheit mancher ihrer Sachwalter“ (Christ in der Gegenwart, 20. August 1978). Der Regensburger Ökonom und Sozialethiker Franz Klüber nannte das Buch „eine ungewöhnliche Schrift…von hohem Idealismus getragenen Denkanstößen…durch erstaunliches Sachwissen fundiert“ (Publik Forum, 25. August 1978). Der Jurist Ernst Maste kritisierte in „Das Parlament“, der „wackere Nonkonformist“ habe in seinem Erstlingsbuch zu viele sozialistische Leersätze produziert (Das Parlament, 24. März 1979). 1980 veröffentlichte Kühnhardt nach ersten Studienreisen durch Afrika und Asien Die deutschen Parteien und die Entwicklungspolitik. Von Nell-Breuning attestierte, Kühnhardt verweise „mit Schwung und Entschiedenheit darauf…dass Politiker sich zu Entscheidungen in der Sache durchringen“ (Stimmen der Zeit, November 1980). Nach längeren Studienaufenthalten in zwei sehr unterschiedlich geprägten Dörfern in Indien publizierte Kühnhardt eine Reportagesammlung unter dem Titel The Land of 500.000 Villages. Stories from rural India. Der indische Journalist M. N. Hebbar sprach von einem „small, but readable book“ (Kulturgespräch. Journal of the Indo-German Societies, 1982). Der „Malayalam Literary Survey“ urteilte, das Buch gebe „a vivid picture […] Anyone who wants to study the conditions of life prevailing in the villages of India will find this book interesting and instructive“ (April / Juni 1982, S. 68). 1981 hatte Kühnhardt einen Essay über die deutsche post-1968er Generation veröffentlicht. Er rechnet sich selbst, in kritischer Distanz, dieser Generation zu." Kinder des Wohlstands. Auf der Suche nach dem verlorenen Sinn führte zu gegensätzlichen Bewertungen. Hans-Peter Bergner, in der Jugendhilfe tätig, attestierte: „Selten gelingt es Jugendforschern, die facettenreiche Situation der heutigen Jugendgeneration, ihre Vielfältigkeit, ja Gegensätzlichkeit, zu vermitteln. Kühnhardt ist es in essayistischer Form gelungen“ (Unsere Jungen. Zeitschrift für Jugendhilfe in Praxis und Wissenschaft, Mai 1982). In der Frankfurter Allgemeinen Zeitung (4. März 1982) hieß es demgegenüber, das Buch biete „leider keine überzeugende Porträtskizze von der heutigen Jugendgeneration“.

## Publikationen

### Monographien
Die Flüchtlingsfrage als Weltordnungsproblem
In seiner Dissertation von 1984 ordnete Kühnhardt als einer der ersten Wissenschaftler Jahrzehnte vor der globalen Eskalation und massiven öffentlichen Aufmerksamkeit des Themas das humanitäre Drama von Fluchtbewegungen weltweit während des 19. und 20. Jahrhunderts (bis dahin gab es bereits 250 Millionen Flüchtlinge) ihren politischen und ideologischen Ursachen und deren unzulänglicher Bekämpfung zu. Er warnte davor, dass ungelöste Macht- und Gewaltprobleme in der Herkunftsländern von Geflüchteten sowie unbewältigte Integrationsfragen an einem neuen Ort in aller Welt zu einer „Palästinisierung“ des Flüchtlingselends führen können, das heißt zu nahezu unbewältigbaren Sicherheits- und Machtfragen. Kühnhardt plädierte für eine präzise Begriffstrennung von freiwilliger Migration und „Zwangswanderungen“. Seine Arbeit fand auch internationale Beachtung. In seiner Studie „Die neue Völkerwanderung nach Europa“ erinnerte der Historiker Hans-Peter Schwarz 2017 an Kühnhardts frühe Studie: Aufgrund der empirisch fundierten Untersuchung hätte es „schon damals […] Grund gegeben, eine Völkerwanderung zu befürchten“. In einem Aufsatz beklagte Kühnhardt 2017 die weiterhin nur oberflächliche Bekämpfung von Fluchtursachen und warnte vor einer kulturellen Entwurzelung von Geflüchteten in weit von ihrer Heimat entfernten Orten, die nur zu neuen Spannungen in den dortigen Gesellschaften führen müssten. Daher hätten, so argumentierte Kühnhardt, im September 2015 die deutschen Grenzen nach dem eigentümlich so genannten „Willkommenswochenende“ klugerweise und in Einklang mit dem geltenden EU-Recht geschlossen werden sollen.
Die Universalität der Menschenrechte
Die Studie – Kühnhardts Habilitationsschrift aus dem Jahr 1987 – gibt einen sowohl ideengeschichtlichen wie kulturwissenschaftlich-vergleichenden und empirisch-analytischen Überblick in Bezug auf die Frage, ob und inwieweit die Menschenrechte, so wie sie in der UNO-Menschenrechtserklärung als universell gültig formuliert worden sind, tatsächlich in allen kulturell-religiösen und politischen Ideenkreisen vorfindbar sind. Trotz starker Einschränkungen der universellen Vorfindbarkeit im chinesischen, japanischen, islamischen, indischen, afrikanischen und kommunistischen politischen Denken, attestiert Kühnhardt den Menschenrechten eine schrittweise Universalisierbarkeit aufgrund der von den Vereinten Nationen formulierten Standards, warnt aber zugleich vor einer Überdehnung des Menschenrechtskatalogs. Jörg Fisch kritisierte: „Um das Gespenst des kulturellen Relativismus zu bannen, verschanzt sich der Autor hinter ewigen und unveränderlichen Wahrheiten“. Henning Ottmann rühmte in der „Zeitschrift für Politik“ demgegenüber „die eindrucksvolle Spannweite der Untersuchung“ und Johann Baptist Müller sekundierte in „Das historisch-politische Buch“: „Es (das Buch) beeindruckt durch seine methodische Klarheit und die Fähigkeit zur Zusammenschau komplexer Sachverhalte“. Der ehemalige Präsident des Bundesverfassungsgerichts, Ernst Benda, schrieb in „Universitas“: „Kühnhardt trifft, so entschieden er auf die europäischen Wurzeln des Menschenrechtsgedankens verweist, den auch nach meiner Auffassung entscheidenden Punkt, wenn er den ‚Gedanken der Menschenwürde‘ und das ‚Prinzip der Herrschaftsbegrenzung‘ als die zentralen Fragen bezeichnet, von denen die Verwirklichung der Menschenrechte abhängt“. Die Studie, die als Standardwerk bezeichnet werden kann, wurde auch international, in Politik- wie Rechtswissenschaft und in verschiedenen Regionalwissenschaften stark rezipiert. Eberhard Poppe, einer der damals führenden Rechtswissenschaftler der DDR, stellte „das häufige Hin- und Hergerissensein (des) Autors zwischen bürgerlichem Konservatismus und wissenschaftlicher Objektivität“ fest. Wegen ihrer Subtilität und Lauterkeit verdiene die Arbeit aber „Anerkennung“. Noch 2004 erinnerte der britische Historiker Timothy Garton Ash an die Folgerung aus Kühnhardts Studie, demnach es „very little evidence in other cultures“ für die Idee der Menschenrechte gebe.
Stufen der Souveränität
Mit der Studie Stufen der Souveränität erweiterte Kühnhardt 1991 seine Forschungen auf Weltordnungsfragen. Entgegen der Annahme eines Endes der Geschichte nach Überwindung des Kalten Krieges sah er die westlichen Industrieländer immer stärker von den Ansprüchen der Staaten der südlichen Hemisphäre herausgefordert. Dort hatte sich, so analysiert die Studie in intensiver Auseinandersetzung mit Quellen und Denktraditionen, ein genuiner Staats-, Nation- und Souveränitätsbegriff herausgebildet. Das westliche politische Denken habe diese Zusammenhänge zum eigenen Schaden bisher viel zu sehr unterschätzt. Hans-Georg Ebert unterstützte Kühnhardts These, dass das westliche Sicherheitskonzept erweitert werden müsse. Christian von Haldenwang würdigte die historische und komparative Herangehensweise an die Entwicklungen des Staates in der südlichen Hemisphäre und ihre inhärenten Schwächen, die immer stärker auch die westlichen Länder bedrohen.
Revolutionszeiten
Nach einer Analyse der Gründung der Europäischen Union durch den Vertrag von Maastricht (unterzeichnet am 7. Februar 1992, in Kraft am 1. November 1993) im Lichte der Idee des Föderalismus, ordnete Kühnhardt 1994 die Umwälzungen der Jahre 1989/1991 historisch ein. Inmitten einer umstrittenen Deutungskontroverse über die begriffliche Zuschreibung der jüngsten Ereignisse bezeichnete er die aktuellen und in ihren Folgen anhaltenden Umbrüche als eine Revolution und verglich sie mit den großen geschichtlichen Revolutionen von der Antike bis ins 20. Jahrhundert. Dabei betonte er in Anknüpfung an Hannah Arendts Revolutionsbegriff die zeitgeschichtlichen Veränderungen als eine friedliche Revolution im Geist von Freiheit und europäischer Einigung. Das Buch wurde von Hüseyin Bağcı und Senay Plassmann ins Türkische übersetzt und durch das dortige Kultusministerium als besonders geeignet für den Schul- und Universitätsunterricht in der Türkei erklärt. In Deutschland besorgte die Bundeszentrale für Politische Bildung in hoher Auflage eine Studienausgabe. Noch 2017 wurde in einer Ausstellung der Bundesstiftung zur Aufarbeitung der SED-Diktatur und des Deutschen Historischen Museums Berlin aus Kühnhardts Buch zitiert.
Von der ewigen Suche nach Frieden
Aus Anlass des 200. Jahrestages der Veröffentlichung der Schrift Zum ewigen Frieden von Immanuel Kant (1795) ordnete Kühnhardt Kants Friedensprinzipien der, so er schrieb mit ironischem Unterton, ewigen Suche nach Frieden in Europa zu. Er sprach in seiner 1996 erschienenen Untersuchung von mehreren „Experimenten“ in der europäischen Geschichte, um Ordnung für einen unruhigen Kontinent zu schaffen: Hegemonie und Staatsräson (1618–1648); Mächtegleichgewicht und Legitimität (1713–1815);Hoffnung auf kollektive Sicherheit (1815–1939). Während der Zeit des Kalten Krieges war, so Kühnhardt, die Weltgeschichte eingefroren. Mit dem Ende des Ost-West-Konfliktes seien diverse Ordnungsstrukturen sichtbar geworden (u. a. Friedensagenda der UNO, Umwandlung der KSZE in die OSZE). Zugleich aber seien längst neue Formen von „Weltunordnung“ entstanden (Konflikte in Jugoslawien, im Kaukasus, in Zentralasien, in Afrika). Umso notwendiger sei es für Europa „in seinem vierten Experiment“ den regelbasierten und rechtsverbindlichen Modus des Souveränitätszusammenschlusses voranzutreiben, um allein und im transatlantischen Zusammenhang (NATO) als Stabilitätsgarantie zu wirken. Mattias Kumm begrüßte die originelle Studie, die allerdings daran gescheitert sei, nicht konsequent „kantisch“ durchdacht zu sein. Ralph Alexander Lorz attestierte hingegen, Kühnhardt habe den Perspektivwechsel, den Kant mit seiner Friedensschrift vollzogen habe, um Friedensbedingungen ohne politischen Zwang zu denken, „in exemplarischer Klarheit“ herausgearbeitet. Den Kantschen „Friedensföderalismus“ auch in Form von militärischen Bündnissen zu denken gehe über Kant deutlich hinaus und sei originell.
Zukunftsdenker
Mit der Studie Zukunftsdenker aktualisierte Kühnhardt 1999 bewährte Ideen politischer Ordnungsreflexion, „die zeitlos gültig menschenfreundliche und freiheitsfördernde Orientierung geben können“ Basierend auf intensivem Quellenstudium und mit einer jeweils ausgiebigen Diskussion des aktuellen Forschungsstandes interpretierte Kühnhardt folgende „Zukunftsdenker“: Hannah Arendt, Alexis de Tocqueville, Thomas Hobbes, Niccolò Machiavelli, Aurelius Augustinus und Aristoteles. Er ordnete die textbasierten Interpretationen den demokratietheoretischen Herausforderungen der Gegenwart zu. Sven Schröder schrieb, das Buch sei „meinungsfreudig und argumentiert stringent“, allerdings „bricht sich zeitweilig Kulturpessimismus Bahn“. Walter Schweidler befand: „Man versteht Kühnhardts Studie wohl am sinnvollsten in einem ‚metatheoretischen‘ oder theorieorientierten Sinne.“ Das Buch biete eine politische Theorie als Hermeneutik der realen politischen Kräfte und philosophisch die Wende zu einer realistischen Analyse von Interessen und sozialen Bewegungen: „Mit seiner denkgeschichtlich fundierten Untersuchung skizziert Kühnhardt einem seit langem vermissten Zugang zu den Problemen der politischen Zukunftsorientierung“.
Atlantik-Brücke
Kühnhardt versteht sich als Transatlantiker. Seine wichtigsten Studien, so erläuterte er in seiner Werkbiographie, habe er an amerikanischen Universitäten und think tanks konzipiert: „Nirgendwo ist die Forschungsinfrastruktur besser, die Atmosphäre inspirierender, die Welte des Horizontes für die Erweiterung des eigenen Geistes betörender“. Jahrzehntelang war Kühnhardt in der Atlantik-Brücke e. V. aktiv. Anlässlich des fünfzigjährigen Bestehens dieser einzigartigen transatlantischen Netzwerkorganisation rekonstruierte er 2002 die Geschichte der Atlantik-Brücke im Spiegel der deutsch-amerikanischen Beziehungen zwischen 1952 und 2002. US-Präsident George Bush (1989–1993) sprach in seinem für eine wissenschaftliche Publikation äußerst seltenen Vorwort davon, Kühnhardt habe „with admirable skill and remarkable success“ nicht nur die Atlantik-Brücke selbst dargestellt, sondern auch gezeigt, wie die sie leitenden Ideen fünf Jahrzehnte deutsch-amerikanischer Beziehungen bis über die friedliche Vereinigung Deutschlands in einem sich vereinigenden Europa hinaus geprägt haben.
European Union – The Second Founding
Seit dem Ende des Kalten Krieges befindet sich die Europäische Union nach Kühnhardt in einem doppelten Prozess der Neugründung und Neubegründung: als europäisches Gesellschafts- und Regierungssystem und als globale Macht unter Mächten. In seiner Studie „European Union – The Second Founding“ (Erstauflage 2008, überarbeitete Neuauflage 2010) rekapitulierte er minutiös, wie die EU (und zuvor die EWG bzw. die EG) auf Krisen reagiert und dadurch die Integrationsprozesse vorangebracht haben. Während für die inneren Konfliktzonen und Aushandlungsprozesse Instrumente geschaffen worden seien, um zu gemeinsamen Politikformulierungen zu gelangen, steht ein solches geradezu intuitiv funktionierendes Instrumentarium für die Projektion weltpolitischer Interessen der EU erst am Anfang, so seine These. Gleichwohl sei diese Aufgabe unhintergehbar, auch um im Innern der EU die Zustimmung für das Einigungsprojekt zu sichern. Michael Gehler summierte die Ansätze des Buches wie folgt: „Kühnhardt ist Gegenwartshistoriker, Politikanalytiker und Zukunftsdesigner zugleich.“ Das Buch „steht für eine historische, politologische und philosophische Gesamt- und Neubewertung der europäischen Integration in ihrer zeitgeschichtlichen longue durée“. Anknüpfend an seine Studie legte Kühnhardt als Herausgeber die Erträge eines von ihm durchgeführten Forschungsprojektes am St. Antony’s College in Oxford unter dem Titel „Crises in European Integration. Challenges and Responses, 1945-2005“ vor. Simon Serfaty befand im „Journal of Cold War Studies“, dass die in dem Band versammelten Texte deutscher Wissenschaftler „a compelling reason for hope in the future of the EU“ seien.
Region-Building
Mit „Region-Building“ prägte Kühnhardt 2010 einen neuen Begriff. Anknüpfend an den in den Sozialwissenschaften und in der Politik weit verbreiteten Begriff des „nation-building“ stellt Kühnhardt die These auf, dass die Grenzen des Konzeptes des Nationalstaates in weiten Teilen der Erde zu genuinen Bemühungen um regionale Zusammenarbeit und Integration – region-building – geführt haben. Dabei dient die europäische Einigung nicht als übernahmefähiges Vorbild, wohl aber als Inspirationsquelle und Leitbild. Mit empirischen Studien aus Südamerika und der Karibik (System der zentralamerikanischen Regionalintegration SICA, MERCOSUR, Andengemeinschaft, Caribbean Community CARICOM), aus Afrika (Afrikanische Union, sieben regionale Wirtschaftsgemeinschaften), Asien (Golf Kooperationsrat GCC, South Asian Association for Regional Cooperation SAARC, Association of Southeast Asian Nations ASEAN), Eurasien (Eurasische Union) und aus dem Pazifischen Raum (Pacific Islands Forum) stützt Kühnhardt seine Untersuchung. Die Entwicklung der Eurasischen Union nach dem Ende der Sowjetunion zeigt aber auch ein gänzlich anderes Modell, das an einer hegemonialen Neubestimmung russischer Interessen orientiert ist. Das Fehlen zukunftsfähiger Konzepte regionaler Integration in Nordostasien und im Nahen Osten belegt laut Kühnhardt das Anhalten geopolitischer Konstellationen, die im Laufe der 2010er Jahre immer stärker auch in anderen Weltregionen zur Herausforderung für kohärente regionale Zusammenarbeit und Integration wurden. Kühnhardt diskutierte seine Überlegungen bei Vorträgen und im Zusammenhang mit Maßnahmen der Politikberatung und der Wissenschaftskooperation in aller Welt. 2017 hielt er eine Keynote Address vor der 67.Generalversammlung der United Nations Economic Commission for Europe(UNECE) zum Thema 'Region building'.
Africa Consensus
Kühnhardts 2014 erschienene Studie über das Wechselspiel zwischen genuin afrikanischen Herangehensweisen an Entwicklung und Integration („ownership“) und den unterschiedlichsten Interessen externer Partner Afrikas diente der deutschen Bundesregierung 2017 als Impuls bei der Erarbeitung des G20 "Compact with Africa". „'Africa Consensus' is the rare book that treats Africa as the complex region that it is“ schrieb Kingsley Y. Amoako auf dem Buchrücken. Ian Taylor rezensierte das Buch als eine allzu optimistische Deutung Afrikas.
The Global Society and Its Enemies
Das Diktum des Philosophen Karl Popper über die offene Gesellschaft und ihre Feinde empirisch variierend, untersucht Kühnhardt 2017 die Ursachen und Umstände dessen, was er mit Papst Franziskus und König Abdullah von Jordanien frühzeitig den „Dritten Weltkrieg“ nennt. Ohne eine in allen Verästelungen objektivierte Definition der „Feinde“ der Weltgesellschaft analysiert Kühnhardt in dieser Studie die Folgen der Dekolonialisierung des postkolonialen Zeitalters, Spannungen zwischen Räumen und politisch verfassten Sphären, die Ambivalenz von Grenzen und Ordnungen sowie die Zusammenhänge zwischen Menschenrechten und kollektiver Identitätspolitik. Für Stefan Fröhlich steht Kühnhardt mit seiner These vom bereits begonnenen Dritten Weltkrieg „nicht allein…in der Debatte um die neue Unübrersichtlichkeit und Konflikthaftigkeit der Welt“. Kühnhardt entwerfe, so Fröhlich in der Frankfurter Allgemeinen Zeitung, „das Bild einer offenen globalen Gesellschaft, in der Raum, Grenzen und Identitäten gleichermaßen aufgehen und sich gegenseitig abstoßen“.
Das politische Denken der Europäischen Union
Das 2022 erschienene Lehrbuch mit reichem didaktischen Material ist aus der politikwissenschaftlichen Lehre unter Einbezug von studentischen Anregungen entstanden. Kühnhardt argumentiert, dass die Europäische Union unterdessen ein genuines Genre des politischen Denkens hervorgebracht hat. Er grenzt dies von klassischer Ideengeschichte, Theorien der internationalen Beziehungen und europäischen Integrationstheorien ab. Anhand vielfältiger Beispiele seziert er Prinzipien, Ideen und Ziele der Europäischen Union aus der Perspektive der politischen Theorie.
Verknüpfte Welten
Studienreisen und Feldforschungen, Gastprofessuren und Vorträge führten Ludger Kühnhardt in alle 193 Mitgliedsstaaten der UNO und in 42 teilsouveräne Territorien oder untergegangene Staaten (DDR, Jugoslawien, Sowjetunion). Während aller Aufenthalte außerhalb Deutschlands – die sich zu einem Fünftel seines bisherigen Lebens addieren – schrieb er Tagebuch. Im Rückblick rekonstruieren die Texte über Begegnungen, Orte und Eindrücke zwischen 1960 und 2020 die vielschichtigen Entwicklungen zur heutigen globalen Welt in ihrer Dialektik von Verbundenheit und Zerrissenheit. Die beiden Bände, die ein faszinierendes globales Panorama der Zeitgeschichte entstehen lassen, liegen auch in englischer Sprache vor.
Impulsgeber zwischen Wissenschaft, Politik und Publizistik. Eine Werkbiographie
In seiner Werkbiographie stellt Kühnhardt Entstehung und Wirkung seiner wichtigsten wissenschaftlichen Werke dar. Die inneren Antriebe und Zusammenhänge seiner Tätigkeit in Forschung und Lehre, seine Vorbilder und die Impulse, die er mit seiner wissenschaftlichen, publizistischen und politikberatenden Arbeit geben konnte, werden in lebendiger Weise nachvollziehbar und anschaulich. Die Werkbiographie enthält eine Bibliographie sämtlicher Veröffentlichungen von Ludger Kühnhardt bis zum Zeitpunkt seiner Emeritierung 2024. Das Buch erschien 2024 auch in englischer Sprache.

### Herausgeberschaften
Die doppelte deutsche Diktaturerfahrung
Zu den allerersten Bemühungen um eine strukturgeschichtliche Vergleichsanalyse zwischen der nationalsozialistischen Diktatur und der DDR gehört der Sammelband, den Ludger Kühnhardt 1993 mit Freiburger Studierenden erarbeitet und herausgegeben hat. Der Band beleuchtet systemtheoretische, institutionelle und machtpolitische Aspekte der beiden deutschen Diktaturen. Gerd Roellecke befand in „Der Staat“, der Band habe „einen sicheren Punkt in einem verminten Gelände markiert“. Eckhard Jesse bezeichnete in der „Neuen Zürcher Zeitung“ Projekt und Buch „insgesamt als gelungen“
Bonner Enzyklopädie der Globalität
Ludger Kühnhardt und Tilman Mayer versammeln Beiträge von 110 Professorinnen und Professoren der Bonner Universität zur Beantwortung der Frage, ob und inwieweit der global turn die europäische Sichtweise auf Begriffsbildungen, Symbolisierungen und Sinndeutungen in den Geistes- und Kulturwissenschaften ändert. Anlässlich des 200-jährigen Jubiläums der Bonner Universität im Jahr 2018 wird der Begriff der Globalität umfassend ausgeleuchtet. Die mit einheitlicher Systematik (Begriffsdarlegung – global turn – Folgerungen) und Länge erstellten Beiträge behandeln die Entwicklung des Menschen im Blick auf Freiheit und Bildung; die Kommunikation des Menschen im Blick auf Fragen der Sprachlichkeit und der Interaktion mit Anderen; die technisch-instrumentelle Aneignung der Welt im Blick auf Fragen des Eigentums und der Arbeit; die ästhetisch-praktische Aneignung der Welt im Blick auf Fragen der Kunst und der Kultur; die öffentliche Ordnung des Menschen im Blick auf Fragen der Politik und des Rechts; die moralische Ordnung und die Endlichkeit des Menschen im Blick auf Fragen der Ethik und der Religion. Grundsatzaufsätze rahmen die Einzelbeiträge ein. Moritz Rosenkranz würdigte im „General-Anzeiger“ die Vermessung der Globalität aus Sicht der Geistes- und Kulturwissenschaften als einen herausragenden Bestandteil des Profils der Universität Bonn Wolfgang Reinhard bezeichnete in der „Historischen Zeitschrift“ die in der Enzyklopädie geleistete Begriffsarbeit als „gigantisch“. Die Rezeption der Beiträge der Enzyklopädie in den unterschiedlichsten Wissenschaftsdisziplinen zeugt von der Ausstrahlungskraft des Werkes.
Im Gespräch bleiben
Über drei Jahrzehnte versammelte Ludger Kühnhardt aktuelle und ehemalige Doktoranden zu Seminarbegegnungen (Freiburger Politikdialog/Bonn Europakolloquium), die von den Nachwuchswissenschaftlerinnen und Nachwuchswissenschaftlern gestaltet wurden. Die legendär gewordenen Seminare zwischen 1994 und 2023 werden in diesem Band dokumentiert. Eine Abschiedsvorlesung von Kühnhardt vor seinem Doktorandinnen- und Doktoranden rundet das Dialogprojekt ab. Darin legt Ludger Kühnhardt seine Sicht auf den Wandel in Wissenschaft und Politik in Deutschland und Europa während der drei Jahrzehnte seiner Tätigkeit dar.

## Veröffentlichungen (Auswahl)
- Christliche Soziallehre konkret. München 1977.
- Die deutschen Parteien und die Entwicklungspolitik. Hannover 1980.
- Kinder des Wohlstands. Auf der Suche nach dem verlorenen Sinn. München 1981.
- The land of 500,000 villages. Stories from rural India. Trichur 1982.
- Die Flüchtlingsfrage als Weltordnungsproblem. Massenzwangswanderungen in Geschichte und Politik. Wien 1984.
- Die Universalität der Menschenrechte. Studie zur ideengeschichtlichen Bestimmung eines politischen Schlüsselbegriffs. München 1987. Lizenzausgabe Bundeszentrale für Politische Bildung, Bonn 1987. 2. Auflage 1991.
- mit Hans-Gert Pöttering: Europas vereinigte Staaten. Annäherungen an Werte und Ziele. Zürich 1991.
- mit Hans-Peter Schwarz (Hrsg.): Zwölf Nachbarn – ein Europa. Deutschland und die europäische Zukunft aus der Sicht der Diplomaten umliegender Länder. Bonn, Berlin 1991.
- Stufen der Souveränität. Staatsverständnis und Selbstbestimmung in der Dritten Welt. Bonn, Berlin 1992.
- Europäische Union und föderale Idee. München 1993.
- mit Hans-Gert Pöttering: Weltpartner Europäische Union. Zürich 1994.
- mit Gerd Leutenecker, Martin Rupps und Frank Waltmann (Hrsg.): Die doppelte deutsche Diktaturerfahrung. Drittes Reich und DDR – ein historisch-politikwissenschaftlicher Vergleich. Frankfurt am Main 1994. 2. Auflage 1996.
- Revolutionszeiten. Das Umbruchjahr 1989 im geschichtlichen Zusammenhang. München 1994. (türkische Ausgabe 2003.)
- Mitten im Umbruch. Historisch-politische Annäherungen an Zeitfragen. Bonn 1995.
- Von der ewigen Suche nach Frieden. Immanuel Kants Vision und Europas Wirklichkeit. Bonn 1996.
- Beyond divisions and after. Essays on democracy, the Germans and Europe. Frankfurt am Main, New York 1996.
- mit Hans-Gert Pöttering: Kontinent Europa. Zürich 1998. (tschechische Ausgabe 2001.)
- Zukunftsdenker. Bewährte Ideen politischer Ordnung für das dritte Jahrtausend. Baden-Baden 1999.
- mit Alexander Tschubarjan (Hrsg.): Russland und Deutschland auf dem Weg zum antitotalitären Konsens. Baden-Baden 1999 (russische Ausgabe 2000.)
- mit Dario Valcarcel (Hrsg.): Spanien und Deutschland als EU-Partner. Baden-Baden 1999 (spanische Ausgabe 2000.)
- mit Michael Rutz (Hrsg.): Die Wiederentdeckung Europas. Ein Gang durch Geschichte und Gegenwart. Stuttgart 1999.
- Von Deutschland nach Europa. Geistiger Zusammenhalt und aussenpolitischer Kontext. Baden-Baden 2000.
- Die Europäische Union – Fragen zur Erweiterung. Berlin 2001. 3. Auflage 2003 (Hrsg. vom Auswärtigen Amt und der Vertretung der Europäischen Kommission in Deutschland).
- Atlantik-Brücke. Fünfzig Jahre deutsch-amerikanische Partnerschaft. Berlin 2002.
- Constituting Europe. Identity, institution-building and the search for a global role. Baden-Baden 2003.
- mit Mamoru Takayama (Hrsg.): Menschenrechte, Kulturen und Gewalt. Ansätze einer interkulturellen Ethik. Baden-Baden 2005.
- mit Michael Gehler et al. (Hrsg.): Towards a European Constitution. A Historical and Political Comparison with the United States, Wien 2005.
- mit Marcus Höreth und Cordula Janowski (Hrsg.): Die Europäische Verfassung. Analyse und Bewertung ihrer Strukturentscheidungen. Baden-Baden 2006.
- European Union – The second founding. The changing rationale of European integration. Baden-Baden 2008 (2. erweiterte Auflage 2010).
- Crises in European integration. Challenges and responses 1945–2005 (ed). Oxford, New York 2009.
- Region-Building, 2 Bände, Oxford, New York 2010.
- Europa: Innere Verfassung und Wende zur Welt. Standortbestimmung der Europäischen Union. Baden-Baden 2010.
- Africa Consensus. New Interests, Initiatives and Partners. Washington D.C. / Baltimore 2014.
- mit Tilman Mayer (Hrsg.): Bonner Enzyklopädie der Globalität. 2 Bände, Wiesbaden 2017 (englische Version: The Bonn Handbook of Globality. 2 Vol., Cham 2019)
- The Global Society and its Enemies. Liberal Order Beyond the Third World War. Cham 2017.
- Richard von Weizsäcker (1920-2015). Momentaufnahmen und Denkwege eines europäischen Staatsmannes. Bonn 2020.
- Verknüpfte Welten. Notizen aus 235 Ländern und Territorien. Band 1: 1960–1999, Wiesbaden 2021, ISBN 978-3-658-33804-6. Band 2: 2000–2020, Wiesbaden 2022, ISBN 978-3-658-33806-0. englische Übersetzung: Connected Worlds. Notes from 235 Countries and Territories – Volume 1 (1960–1999). Wiesbaden: Springer Nature 2024, ISBN 978-3-658-44469-3 (Print), ISBN 978-3-658-44470-9 (eBook);Connected Worlds. Notes from 235 Countries and Territories – Volume 2 (2000–2020). Wiesbaden: Springer Nature 2024, ISBN 978-3-658-44473-0 (Print), ISBN 978-3-658-44474-7 (eBook)
- Karl Dietrich Bracher (1922-2015). Aus der Geschichte lernen. Bonn 2022, ISBN 978-3-946195-13-9.
- Das politische Denken der Europäischen Union. Supranational und zukunftsoffen. Paderborn 2022, ISBN 978-3-8252-5894-8.
- (Hrsg.) Im Gespräch bleiben: Politische Wissenschaft und berufliche Praxis. Freiburger Politikdialog/Bonner Europakolloquium (1994-2023) (Hrsg). Baden-Baden 2023, ISBN 978-3-8487-8247-5.
- Impulsgeber zwischen Wissenschaft, Politik und Publizistik. Eine Werkbiographie. Wiesbaden 2023, ISBN 978-3-658-40174-0. englische Übersetzung: Building Bridges Between Academia, Politics, and Media. A Work Biography. Wiesbaden: Springer 2024, ISBN 978-3-658-45447-0 (Print).
- Hans-Peter Schwarz (1934-2017). Politik und Zeitkritik. Bonn 2024, ISBN 978-3-946195-14-6.
- Zwischen den Zeiten. Betrachtungen zu Geschichte, Fortschritt und Freiheit. Baden-Baden 2024, ISBN 978-3-7560-0385-3.